# Ponte da Azenha

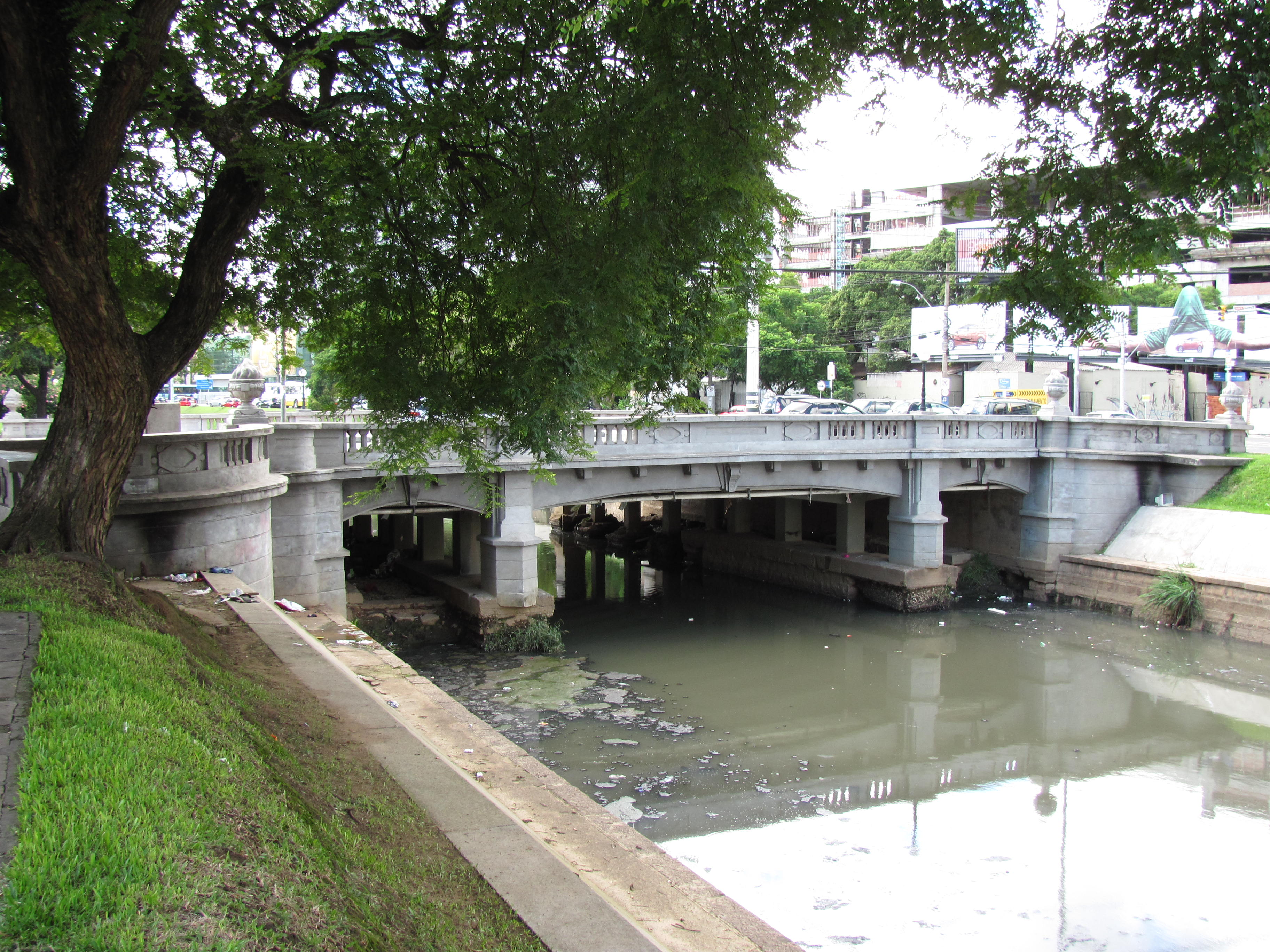
Ponte da Azenha.

A Ponte da Azenha é uma ponte histórica do bairro homônimo da cidade de Porto Alegre, no estado do Rio Grande do Sul, Brasil, situada na esquina da Avenida da Azenha com a Avenida Ipiranga. 

## História

### Revolução Farroupilha
A importância histórica é devido ao fato de que na noite de 19 de setembro de 1835, quando a cidade era uma pequena vila de 14 mil moradores, aproximadamente duzentos farroupilhas acamparam no bairro, vindos de Guaíba. Liderados por Gomes Jardim e Onofre Pires, eles tinham como objetivo invadir a capital, ocorrendo um confronto nesta ponte, o Combate da Ponte da Azenha, que deflagrou a Revolução Farroupilha.
A ponte que então havia era conhecida como do Chico da azenha, pois lá havia, desde 1777, um moinho de trigo movido à água de propriedade de um Francisco Antonio da Silveira. Esta ponte fazia passagem entre o sul da capital, onde estavam os moinhos de trigo, e o centro, acessando pelo leito da atual avenida João Pessoa até a praça do Portão (atual Praça Conde de Porto Alegre). Os farroupilhas conseguiram ocupar a cidade, mas a perderam após o confronto. A ponte atual data de 1935.

### Restauração
No dia 29 de junho de 2008, o então prefeito José Fogaça entregou à cidade a ponte reformada, e houve uma apresentação teatral da histórica batalha entre revolucionários e imperiais. O espetáculo, ao ar livre, foi interpretado por atores e cavaleiros do Movimento Tradicionalista Gaúcho (MTG), contando com uma apresentação do músico Renato Borghetti. A recuperação do local custou 531 mil reais para a prefeitura. A reforma preservou as características originais da ponte, que recebeu uma pintura anti pichação e um novo sistema de iluminação. Contudo, as escadarias que dão acesso ao arroio Dilúvio foram alteradas para impedir que pessoas, tais como sem-tetos, ocupem a parte inferior da ponte.